# 美声唱法

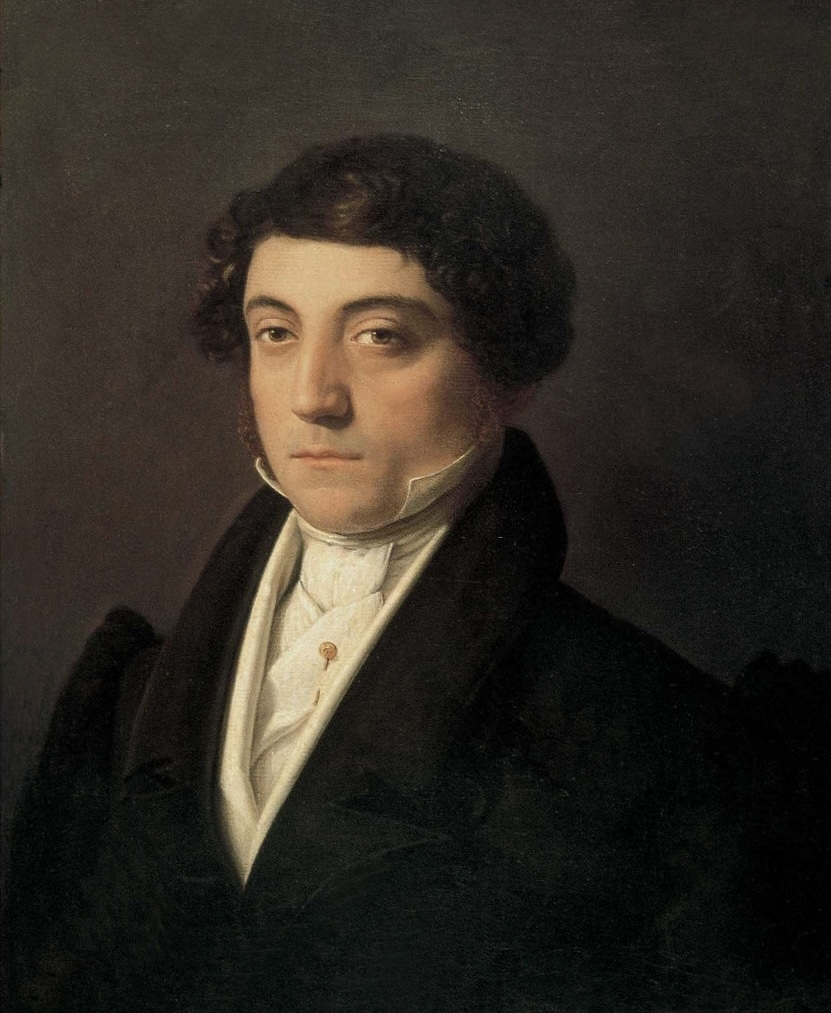
該圖是喬奇諾·羅西尼。他是美聲唱法歌劇的作曲家，並且作為19世紀早期最重要的作曲家之一。

美聲唱法（義大利語：bel canto）是始於16世紀意大利，完成於19世紀的唱法，用于意大利歌劇。它有幾個不同的含義，並受到各種各樣的解釋。
現在所說的美聲唱法是以傳統歐洲聲樂技術、尤其是以意大利聲樂技術為主體的演唱風格。在文藝復興思潮的影響下，逐漸產生了歌劇，美聲唱法也逐漸完善。雅各布·佩里寫出意大利最早的歌劇《達芙妮》，1600年又寫出了歌劇《猶麗狄茜》。作曲家的創作，使歌劇突破了以往的唱法。

## 美声唱法在中国
美声唱法在20世纪初引入中國之後，源于民间民歌和戏曲的中國民族唱法受到了它的衝擊。1940年代延安的一些文工团和艺术家开始在其创作的音乐作品中使用民族唱法。1949年后中国的音乐教育界开始构建“专业民族唱法”，形成所谓“土洋之争”和“唱法问题”争论，结果为专业民族唱法在高校音乐教育中拥有一席之地。文化大革命后，中央音乐学院教授金铁霖在民族唱法教学中融入和美声唱法技巧。
郁鈞劍在2016年的《郁钧剑歌唱问答111例》一書中指出：當代中國，尤其是音樂學院中，所謂的民族唱法本質上都是美聲唱法，而非中國本來的民族唱法，他說：
|  | 美声唱法要求声音位置、共鸣和气息的统一，而民族唱法讲究‘韵味’，不在于嗓门有多大、调门有多高。甚至为了表现歌曲的意境内涵，民族唱法不惜刻意运用那些被‘科学方法’认为是错误的‘白声’和‘嗲声’。现在很多歌手有一个误区，认为民族唱法必须以美声训练做基础，因此，真正的民族唱法训练和演唱已经失去了。 |